# Tuen Mun District
Tuen Mun District (chinesisch 屯門區 / 屯门区, Pinyin Túnmén Qū, Jyutping Tyun4mun4 Keoi1) ist der westlichste Distrikt von Hongkong. Er liegt in den New Territories und die Region hieß, bevor man ihn in den 1970er Jahren den heutigen Namen gab, Tsing Shan District (青山區, englisch Castle Peak District) nach dem gleichnamigen Berg mit der höchste lokale Erhebung dieser Gegend. Der Distrikt Tuen Mun wächst rasant seit der Planung und Entwicklung der Satellitenstädten Hongkongs in den 1960er bzw. 1970er Jahren. Heute hat er neben Distrikten wie Kwai Tsing und Sha Tin einer der höchsten Einwohnerdichte in den New Territories. Auf einer Fläche von 86,59 km² leben etwa 489.299 Einwohner. Der bedeutendste Ort ist Tuen Mun Town neben den Neubaugebieten der New Town, Tuen Mun New Town, mit den typischen Wohnhochhäuser und Einkaufszentren, in den die meisten Einwohner des Distrikts leben. Die Wählerschaft des Distrikts für den Bezirksrat (englisch district council) beträgt 2021 insgesamt 316.473 amtlich registrierten Wähler.

## Geographie
Tuen Mun liegt südlich der Yuen-Long-Ebene (元朗平原) mit Castle Peak, 583 m über NN, als höchste lokale Erhebung im Westen. Mit den beiden anderen Bergen Yuen Tau Shan (圓頭山), 375 m, im Norden und Kau Keng Shan (九逕山), 507 m, im Osten umschließen sie den Plan- bzw. Satellitenstadt Tuen Mun New Town und öffnen sich mit der Castle Peak Bay (青山灣) im Süden zum offenen Meer. Ein guter Teil der heutigen Gebäude im Stadtzentrum steht auf durch Landgewinnung gewonnener Böden, welche früher zur wesentlich größeren Bucht von Castle Peak gehörte. Der am Reißbrett entworfene Tuenmun-Fluss (屯門河, englisch Tuen Mun River) teilt die Stadt in ein Ost- und Westteil ein und dient als künstlicher Kanal für den "oberirdischen Abfluss" von Regen- bzw. Hochwasser bei Starkregen und Taifunstürmen. Dabei hat er Anschluss zum ursprünglichen Tuenmun-Bach (屯門河溪, englisch Tuen Mun Stream) und fließt von Nord nach Süd in den Castle Peak Bay. Zum Tuen Mun District selbst gehören auch die vorgelagerten Inseln der Bucht, die aus Lung Kwu Chau (龍鼓洲 – „Drachentrommelinsel“) und das Inselpaar Mo To Chau (磨刀洲 – „Wetzsteininsel“, Bezeichnung auf englisch The Brothers (Island)), welches aus den beiden kleinen Inseln Großer u. Kleiner Mo To Chau (大小磨刀洲 – „Großer und Kleiner Wetzsteininsel“) besteht.

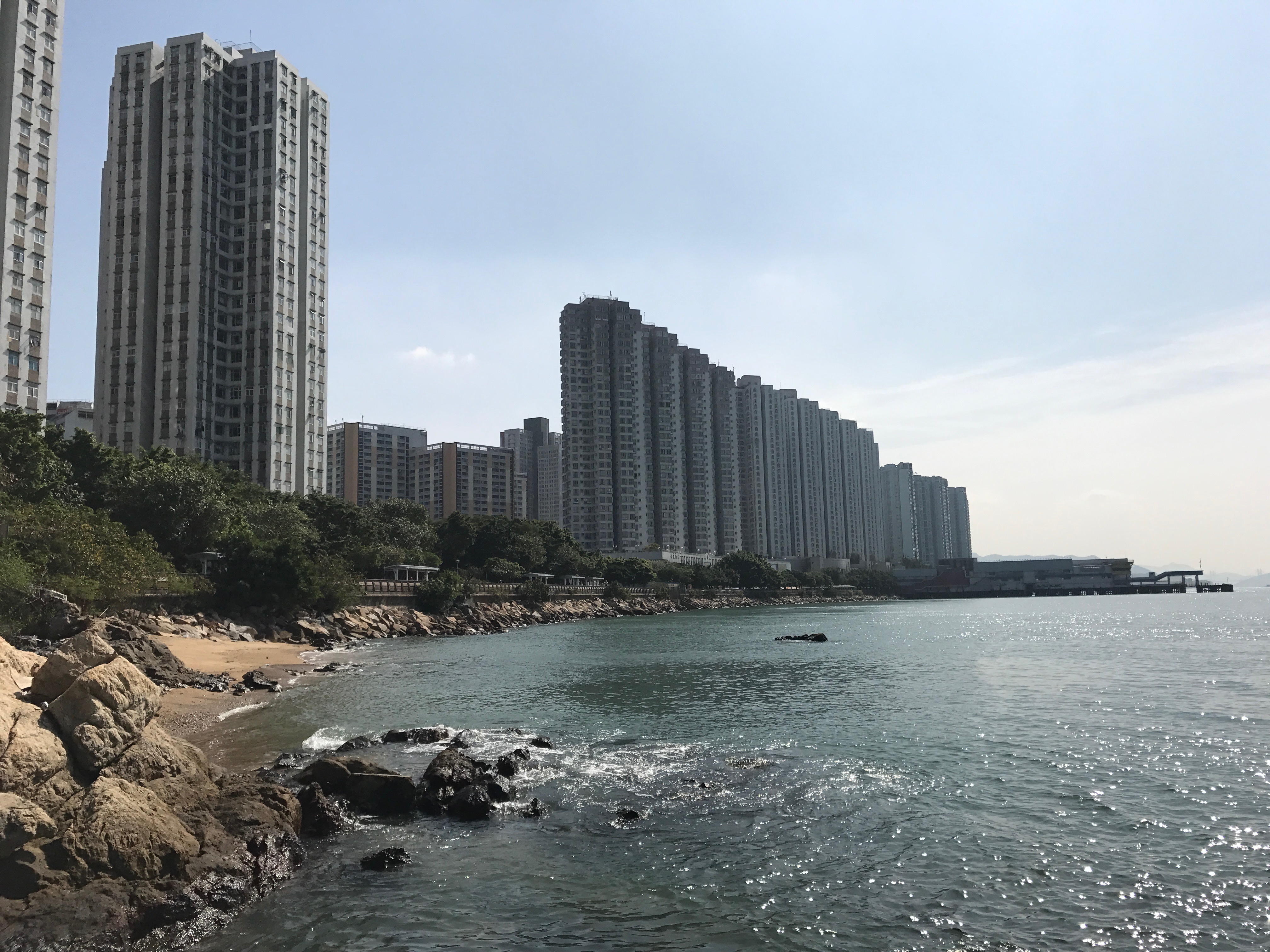
Butterfly Bay, Tuen Mun 2017